# Marc Casadó
Marc Casadó Torras (sinh ngày 14 tháng 9 năm 2003) là một cầu thủ bóng đá chuyên nghiệp người Tây Ban Nha, chơi ở vị trí tiền vệ phòng ngự cho câu lạc bộ Barcelona và đội tuyển quốc gia  Tây Ban Nha.

## Sự nghiệp câu lạc bộ
Sinh ra tại Sant Pere de Vilamajor, Barcelona, Catalunya, Casadó thi đấu tại các đội trẻ Vilamajor, Sant Celoni, Granollers và Damm. Anh chuyển đến học viện đào tạo trẻ của Barcelona khi mới 13 tuổi vào năm 2016. Anh là đội trưởng của đội Juvenil A và đã giúp đội giành chức vô địch giải vô địch quốc gia và Copa de Campeones trong mùa giải 2020–21. Anh được đôn lên đội B vào năm 2021 và trở thành cầu thủ chính thức trong vào năm 2022. Vào ngày 5 tháng 7 năm 2022, anh đã gia hạn hợp đồng với câu lạc bộ đến hết mùa giải 2023–24.
Anh có trận đấu chính thức đầu tiên cho Barça Atlètic trong chiến thắng 3–2 trước Castellón tại Primera Federación vào ngày 27 tháng 8 năm 2022. Ngày 1 tháng 11 năm 2022, Casadó đã ra mắt đội một trong trận đấu với Viktoria Plzeň tại Champions League khi vào sân thay cho Franck Kessié bị chấn thương vào phút thứ 67.
Tại mùa giải 2023–24, Casadó được bầu làm đội trưởng của Barça Atlètic. Ngày 17 tháng 3 năm 2024, anh đã ra mắt La Liga trong trận đấu với Atlético Madrid, khi vào sân thay cho Héctor Fort.

## Sự nghiệp quốc tế

### Đội tuyển trẻ
Casadó được triệu tập vào đội tuyển U-16 và U-17 Tây Ban Nha vào năm 2019. Tháng 10 năm 2024, anh được triệu tập vào đội tuyển U-21 Tây Ban Nha.

### Đội tuyển quốc gia
Casadó được huấn luyện viên Luis de la Fuente lần đầu triệu tập vào đội tuyển cho các trận đấu tại Nations League gặp Đan Mạch và Thụy Sĩ vào ngày 15 và 18 tháng 11 năm 2024. Anh đã ra mắt đội tuyển trong trận đấu đá với Đan Mạch, thay thế Martín Zubimendi ở phút thứ 70, khi Tây Ban Nha thắng 2–1.

## Lối chơi
Casadó là một tiền vệ phòng ngự, và có thể chơi ở vị trí hậu vệ phải và trung vệ. Anh được đánh giá cao trong việc giành lại quyền kiểm soát bóng và điều tiết bóng. Anh là một cầu thủ quyết đoán và mãnh liệt trên sân. Anh được biết đến với khả năng làm bóng, chuyền bóng, phòng ngự và kỹ thuật tốt.

## Thống kê sự nghiệp

### Câu lạc bộ
Tính đến 11 tháng 3 năm 2025
| Câu lạc bộ          | Giải đấu            | Quốc gia            | Quốc gia | Quốc gia | Cúp Quốc gia | Cúp Quốc gia | Châu lục | Châu lục | Khác | Khác | Tổng cộng | Tổng cộng |
| Câu lạc bộ          | Giải đấu            | Giải đấu            | Trận     | Bàn      | Trận         | Bàn          | Trận     | Bàn      | Trận | Bàn  | Trận      | Bàn       |
| ------------------- | ------------------- | ------------------- | -------- | -------- | ------------ | ------------ | -------- | -------- | ---- | ---- | --------- | --------- |
| Barça Atlètic       | 2022–23             | Primera Federación  | 34       | 0        | —            | —            | —        | —        | 2    | 0    | 36        | 0         |
| Barça Atlètic       | 2023–24             | Primera Federación  | 27       | 0        | —            | —            | —        | —        | 4    | 0    | 31        | 0         |
| Barça Atlètic       | Tổng cộng           | Tổng cộng           | 61       | 0        | 0            | 0            | 0        | 0        | 6    | 0    | 67        | 0         |
| Barcelona           | 2022–23             | La Liga             | 0        | 0        | 0            | 0            | 1        | 0        | 0    | 0    | 1         | 0         |
| Barcelona           | 2023–24             | La Liga             | 2        | 0        | 0            | 0            | 2        | 0        | 0    | 0    | 4         | 0         |
| Barcelona           | 2024–25             | La Liga             | 22       | 1        | 1            | 0            | 10       | 0        | 2    | 0    | 35        | 1         |
| Barcelona           | Tổng cộng           | Tổng cộng           | 24       | 1        | 1            | 0            | 13       | 0        | 2    | 0    | 40        | 1         |
| Tổng cộng sự nghiệp | Tổng cộng sự nghiệp | Tổng cộng sự nghiệp | 85       | 1        | 1            | 0            | 13       | 0        | 8    | 0    | 107       | 1         |

1. 1 2  Ra sân tại trận đấu play-offs
2. 1 2 3  Ra sân tại UEFA Champions League
3. ↑  Ra sân tại Siêu cúp bóng đá Tây Ban Nha

### Quốc tế
Tính đến 18 tháng 11 năm 2024
| Đội         | Năm       | Trận | Bàn |
| ----------- | --------- | ---- | --- |
| Tây Ban Nha | 2024      | 2    | 0   |
| Tổng cộng   | Tổng cộng | 2    | 0   |

## Danh hiệu
Barcelona
- Siêu cúp bóng đá Tây Ban Nha: 2025[13]